# Каменев, Лев Львович
Лев Льво́вич Ка́менев (1833/1834, Рыльск, Курская губерния — 14 [26] января 1886, Саввинская Слобода, Звенигородский уезд, Московская губерния) — русский живописец-пейзажист, академик Императорской Академии художеств, один из членов-учредителей Товарищества передвижников.

## Биография
Родился в семье небогатого торговца, с детства увлекался рисованием. После переезда семьи Каменевых в Астрахань дела у Льва Каменева-старшего пошли плохо. В ранней молодости художник Лев Львович Каменев работал в конторе купца первой гильдии Михаила Емельяновича Коровина. Он был вхож в его дома и часто показывал свои работы его сыну и невестке. Этюды рисовал с московских окрестностей. Михаил Коровин понял, что юноша действительно увлечен искусством и выделил ему 5 тысяч рублей на обучение (согласно воспоминаниям К. Коровина) и поступление в Академию художеств Петербурга. Он сказал начинающему художнику, что тот должен учиться, если у него есть интерес и способности к этому занятию. Благодаря деньгам Коровина, Лев Каменев смог поступить и окончить обучение, получить золотую медаль, а затем уехать за границу. В 1862 году Московское общество любителей выделяет средства на поездку молодого живописца за границу для знакомства с произведениями западных художников и совершенствования в мастерстве. Каменев побывал в Швейцарии и Германии, где летом 1865 года жил вместе с И. И. Шишкиным.
Учился в Московском училище живописи и ваяния (1854—1857) у К. И. Рабуса и А. К. Саврасова. С 1857 года — классный художник III степени, с 1869 — академик и один из учредителей Товарищества передвижных выставок, участвовавший своими произведениями на этих выставках с 1871 по 1884 год. Изображал различные моменты сельской русской природы правдиво и часто с настроением. Из его картин необходимо упомянуть: «Вид из окрестностей Поречья», «Красный пруд осенью в Москве», «Зимняя дорога», «Весна». Последние три находятся в Третьяковской галерее, в Москве.
Давал частные уроки живописи К. Коровину, С. Коровину, И. Левитану, Н. Л. Эллерту.

## Картины художника
- «Саввино-Сторожевский монастырь под Звенигородом», 1860-е
- «У плотины», 1864
- «Весна», 1866
- «Зимняя дорога», 1866
- «Туман. Красный пруд в Москве осенью», 1871
- «Лес», 1874